# Jeff Dean
Jeffrey Adgate "Jeff" Dean (nascut el 23 de juliol de 1968) és un informàtic i enginyer de programari nord-americà. Des del 2018, és el líder de Google AI. Va ser nomenat científic en cap de Google el 2023 després d'una reorganització dels grups centrats en IA de Google.

## Educació
Dean va rebre una llicenciatura, summa cum laude, de la Universitat de Minnesota en informàtica i economia el 1990. Va rebre un doctorat. en informàtica per la Universitat de Washington el 1996, treballant sota la direcció de Craig Chambers en compiladors i tècniques d'optimització de programes sencers per a llenguatges de programació orientats a objectes. Va ser elegit membre de l'Acadèmia Nacional d'Enginyeria el 2009, que va reconèixer el seu treball sobre "la ciència i l'enginyeria dels sistemes informàtics distribuïts a gran escala".
Carrera
Abans d'unir-se a Google, Dean va treballar al Western Research Laboratory de DEC/Compaq, on va treballar en eines de perfil, arquitectura de microprocessador i recuperació d'informació. Gran part del seu treball es va completar en estreta col·laboració amb Sanjay Ghemawat.
Abans dels estudis de postgrau, va treballar al Programa Mundial sobre la SIDA de l'Organització Mundial de la Salut, desenvolupant programari per a la modelització estadística i la previsió de la pandèmia del VIH/SIDA.
Els projectes en què ha treballat Dean inclouen:
- Spanner, una base de dades escalable, multiversió, distribuïda globalment i replicada de manera síncrona
- Part del disseny del sistema de producció i del sistema de traducció automàtica estadística per a Google Translate
- Bigtable, un sistema d'emmagatzematge semiestructurat a gran escala
- MapReduce, un sistema per a aplicacions de processament de dades a gran escala
- LevelDB, una botiga de valor-clau de codi obert en disc
- DistBelief, un sistema propietari d'aprenentatge automàtic per a xarxes neuronals profundes que finalment es va refactoritzar a TensorFlow
- TensorFlow, una biblioteca de programari d'aprenentatge automàtic de codi obert

Va ser un dels primers membres de Google Brain, un equip que estudia xarxes neuronals artificials a gran escala, i ha dirigit els esforços d'intel·ligència artificial des que es van separar de la Cerca de Google.
Dean va ser objecte de controvèrsia quan l'investigador d'ètica en intel·ligència artificial, Timnit Gebru, va desafiar el procés de revisió de la investigació de Google, i finalment va provocar la seva sortida de l'empresa. Dean va respondre publicant una carta sobre l'enfocament de Google al procés de recerca que va ser objecte de més crítiques i controvèrsies.